# ТК-208 «Дмитрий Донской»
ТК-208 «Дмитрий Донской» — радянський та російський атомний підводний човен. Виведений зі складу ВМФ РФ 22 липня 2022 року, на той час був останнім з шести побудованих за проєктом 941 «Акула», решта три було утилізовано. Доля двох інших — ТК-17 «Архангельськ» та ТК-20 «Сєвєрсталь» з середини 2000-х років знаходяться у резерві.
Закладений 17 червня 1976 року, спущений на воду 23 вересня 1980. До складу ВМФ СРСР його передали 12 грудня 1981 року.
З 1990 по 2002 роки підводний човен проходив модернізацію по проєкту 941УМ.
До списання «Дмитрий Донской» використовувався для випробувань ракетного комплексу «Булава» розробленим російським оборонно-промисловим комплексом.
У лютому 2023 року човен було передано на утилізацію в Сєвєродвінську з двома іншими підводними човнами такого ж проекту з індексом 941.